# Вань Ган
Вань Ган (кит. трад. 萬钢, упр. 万钢, родился в августе 1952 года в Шанхае (КНР) — китайский эксперт по автомобилям, бывший президент университета Тунцзи (2002-2007) и министр науки и технологий КНР (2007—2018).
Председатель ЦК партии Чжигундан Китая (Партия стремления к справедливости).
Доктор политехнических наук.
Первый не член КПК на посту министра КНР с начала проведения в Китае политики реформ и открытости.
C марта 2013 года зампред ВК НПКСК 12-го созыва.